# 宇宙星神
宇宙星神是中國大陸2011年自製國產科幻动画，採用電腦3D製作，共52集由广州蓝弧文化传播有限公司出品。2011年11月在上海炫动卡通开始播出。

## 劇情
在阿波羅大戰後的2401年少年迪路、小安和瑶瑶在一次外出游玩中，发现了来自银河系核心的神秘物体银河之星。银河之星中蕴含着宇宙中一个未解之谜，在宇宙飞船驾驶员莉莉的帮助下，迪路决定和两个好友踏上解开这个终极秘密的旅程。
於是他们开始探索太阳系的九大行星，並遭遇了許多敌人，在宇宙星神们的帮助下，依靠勇气和智慧终于解开了银河之星的未知之谜。

## 外部連結
- 中央台宇宙星神